# مشاعل الشميمري
مشاعل الشميمري هي مهندسة سعودية تعمل في مجال هندسة الطائرات، والمراكب الفضائية والصواريخ. حصلت على جائزة المرأة الملهمة عام 2015 من جائزة المرأة العربية، وتعدُّ أول سعودية تلتحق بوكالة الفضاء الأمريكية ناسا، تشغل منصب نائب رئيس الاتحاد الدولي للملاحة الفضائية منذ سبتمبر 2022 وهي أول سعودية تفوز بهذا المنصب. ولدت مشاعل عام 1984، في الولايات المتحدة الأمريكية، وأسست شركتها الخاصة في 2010، لتصميم وصناعة الصواريخ، وتطوير أبحاث خاصة في هذا المجال.

## السيرة العلمية
حصلت على بكالوريوس هندسة الطيران من معهد فلوريدا للتكنولوجيا في ملبورن بولاية فلوريدا، كما حصلت أيضا على بكالوريوس الرياضيات التطبيقية من المعهد نفسه، ثم قدمت ناسا لها منحة لدراسة الماجستير لتحصل عليه في مجال هندسة الطيران، وكان عنوان البحث ”تصميم صواريخ سلمية لإرسال الإنسان إلى المريخ“.

## السيرة العملية
عملت الشميمري بعد تخرجها مساعدة بحثية في مشروع ناسا للدفع الحراري النووي، وهي أول سعودية تلتحق بوكالة الفضاء الأمريكية، وذلك في الثانية والعشرين من عمرها، وبعد حصولها على الماجستير انتقلت للعمل مهندسة أنظمة في شركة الدفاع Raytheon Missile Systems، وقد ارتبطت خبرتها بمجالات ميكانيكا الهواء، واختبار نفق الرياح، وتصميم المركبات، والمحاكاة التنبؤية والتحليل، وتحليل مرحلة انفصال الصواريخ.

## أعمالها
استحوذت الصواريخ على اهتمام مشاعل منذ كانت في السادسة من عمرها، وبدأت قصتها معها حين كانت تحدّق في النجوم وهي في صحراء عنيزة حيث عاشت طفولتها، فتوجّه اهتمامها إلى صناعة المركبات الفضائية واستكشاف الفضاء، وخلال عملها مساعدة بحثية قامت بتحليل وتصميم محرك صاروخي نووي حراري لبعثة ناسا إلى المريخ، أطلق عليه Grooved-Ring، كما عملت على صناعة 22 صاروخا غير نووي في العام 2006. وعملت أيضا على كتابة ترميزات برمجية لتطوير طريقة تحليل بيانات اختبار الرياح، كما طوّرت عدة نماذج للملاحة الجوية المختلفة. في عام 2010 أسست شركتها الخاصة، لكنها واجهت صعوبات تتعلق بالتمويل مما دعاها للتوقف في العام 2015.

## جوائز
حصلت على المركز الأول بين 80 متسابقا والثالث بين 400 متسابق في مسابقات عدة لصناعة رجل آلي خلال مراحل التعليم العام. نالت تكريم الملك سلمان بن عبد العزيز بوصفها أول مهندسة صواريخ في الخليج. صُنّفت واحدة من أكثر 10 سيدات عربيات تأثيرًا في العالم، وصنفتها مجلة “Business.com” ضمن أكثر مائة سيدة عربية تأثيرًا، كما صنفها موقع “construction week online” ضمن العشرة الأوائل الأكثر تأثيرًا بمجالها في العالم العربي.

## اقرأ أيضا
- قائمة مجلة أريبيان بزنس لأقوى 100 امرأة عربية لعام 2016